# 王涵 (龍山知縣)
王涵，清朝政治人物。浙江錢塘縣（今属杭州市）人。
王涵為書吏考授出身。乾隆二十七年（1762年）七月，署任湖南永順府龍山縣知縣。